# ديف أور
ديف أور (بالإنجليزية: Dave Orr)‏ هو لاعب كرة قاعدة أمريكي، ولد في 29 سبتمبر 1859 في بروكلين في الولايات المتحدة، وتوفي في 2 يونيو 1915 في Richmond Hill, Queens ‏ في الولايات المتحدة.

## وصلات خارجية
- ديف أور على موقعبيزبول رفرنس.كوم (الدوري الرئيسي) (الإنجليزية)
- ديف أور على موقع جمعية أبحاث البيسبول الأمريكية (الإنجليزية)